# Rotbürzeltrogon
Der Rotbürzeltrogon (Harpactes duvaucelii) ist eine Vogelart aus der Familie der Trogone (Trogonidae).
Der Vogel kommt in Brunei, auf der Malaiischen Halbinsel, in Indonesien, Sumatra und Borneo vor.
Die Art wurde zusammen mit dem Rotkopftrogon (Harpactes erythrocephalus) mitunter in eine separate Gattung Duvaucelius gestellt.
Der Lebensraum umfasst tropische oder subtropische feuchte Tiefland Wälder, Sümpfe, auch Bergwald bis 400 m in Thailand, bis 1070 m Höhe auf der Malaiischen Halbinsel, Sekundärwald, Galeriewald, alte Gummiplantagen sowie Mangrovenwald.
Der Artzusatz bezieht sich auf Alfred Duvaucel.

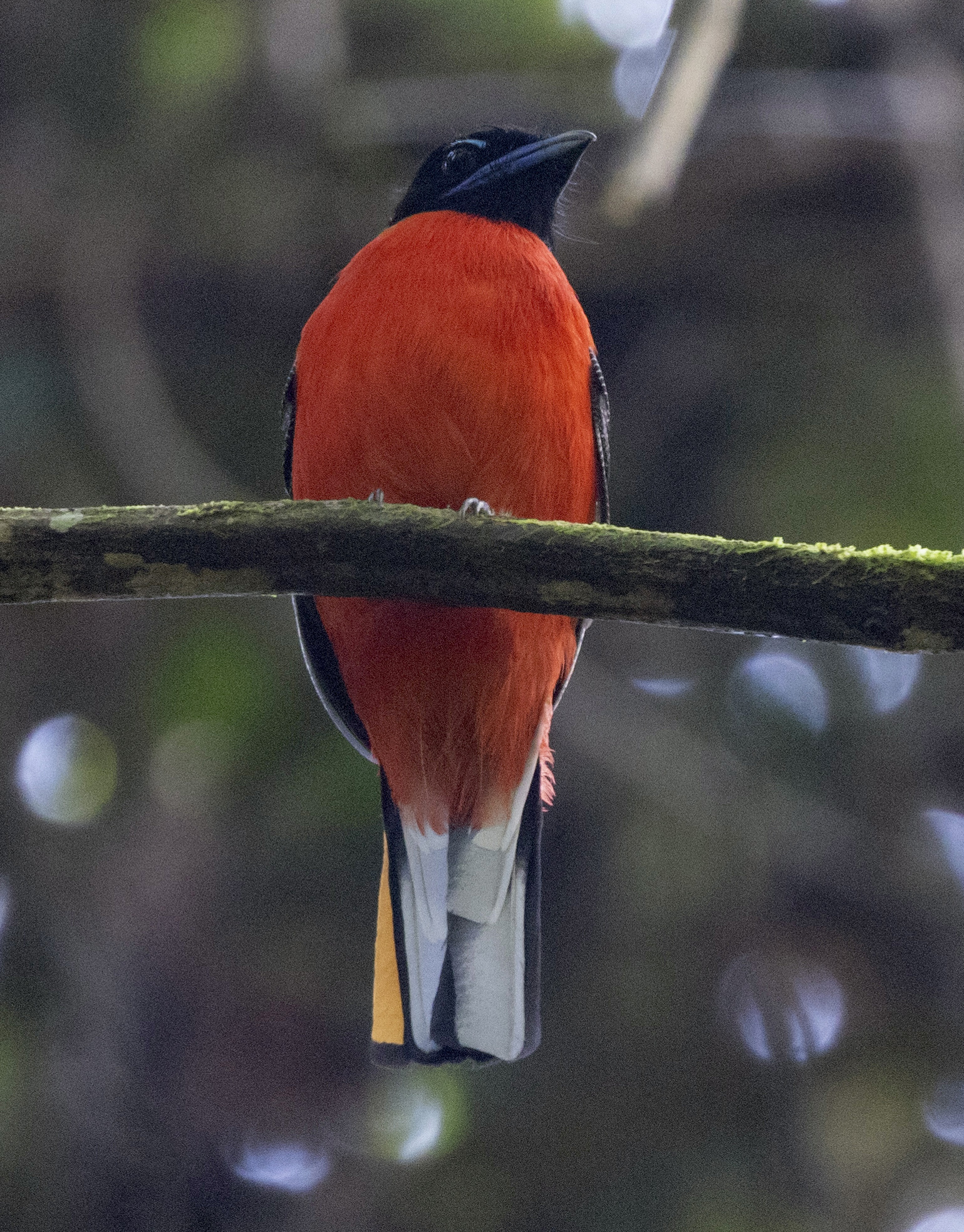
Männchen in Thailand

## Merkmale
Die Art ist 23–24 cm groß und wiegt zwischen 34 und 43 g.
Das Männchen ist schwarz an Kopf, Nacken und Kehle, mit hellblauem breiten Überaugenstreif und schmalen Augenring. Die Oberseite einschließlich der Schwanzoberseite sind zimtbraun. Die schwarzen Flügeldecken sind zart weiß marmoriert, die schwarzen Flugfedern zeigen weiße Ränder. Die mittleren Steuerfedern sind rot bis zimtbraun mit schwarzen Endbinden, die äußeren sind schwarz. Bürzel, Oberschwanzdecken und die Unterseite sind scharlachrot, die Schwanzunterseite weiß mit schwarzer Berandung.
Das Weibchen ist matt braun an Kopf und Kehle, die Oberseite ist hell rötlichbraun, der Bürzel und die Oberschwanzdecken sind rosa, die mittleren Steuerfedern sind zimtfarben, von der Unterseite weiß mit grauschwarzer Basis. Die Brust ist blass gelbbraun, der Bauch ist rötlich bis rosafarben
Die Iris, der Schnabel ist blau mit schwärzlicher Spitze und an der Basis dunkelblau, die Beine sind blaugrau.
Jungvögel sind weibchenartig, haben keine rosa Färbung, sind hellbraun, die Flügeldecken sind gröber marmoriert, Bürzel und Oberschwanzdecken sind rötlich.
Der blaue Überaugenstreif ist breiter als der des Zimtbürzeltrogons (Harpactes orrhophaeus).
Vom äußerst ähnlichem Rotkopftrogon (Harpactes erythrocephalus) unterscheidet sich die Art durch die Größe, den etwas kleineren Schnabel, schmalerem, und längerem Überaugenstreif, die Streifen auf den Flügeldecken stehen etwas dichter, weiter durch das Rot am Bürzel.

## Geografische Variation
Die Art ist monotypisch.

## Stimme
Der Gesang wird als sehr sanfte, schnell abfallende Folge von etwa 12 Lauten „yau-yau-yau…“ beschrieben, schneller und langsamer werdend. Da der Vogel gerne und viel singt, gehen die Folgen mitunter scheinbar ineinander über. Der Alarmruf ist ein leise surrendes „kir-r-r-r“.

## Lebensweise
Die Art ist ein Standvogel.
Die Nahrung besteht hauptsächlich aus grünen Heuschrecken, Gespenstschrecken, Käfern, Nachtfaltern und Schmetterlingsraupen, aber auch aus Pflanzensamen. Mitunter wird die Beute vom Waldrand aus fliegend wie ein Würger (Lanius) gejagt, gern auch zusammen in gemischten Jagdgemeinschaften.
Die Brutzeit liegt zwischen Februar und Juni sowie März und Mai auf der Malaiischen Halbinsel. Das einzige bislang nachgewiesene Nest befand sich in 1,6 m Höhe in einem verfallenden Baumstamm. Das Gelege besteht aus 2 Eiern.

## Gefährdungssituation
Der Bestand gilt als „als potentiell gefährdet“ (Near Threatened) durch Habitatverlust.